# حرکت دلقک
حرکت دلقک (به انگلیسی: Shakes the Clown) فیلمی کمدی-درام است محصول سال ۱۹۹۲ به کارگردانی بابکت گلدتسویت. در این فیلم بازیگرانی همچون جولی براون، تام کنی، پال دولی، بلیک کلارک، آدام سندلر، کیتی گریفین، فلورانس هندرسون، باب‌کت گولدث‌ویت، رابین ویلیامز، لاواندا پیج ایفای نقش کرده‌اند.